# Aydin Gürlevik

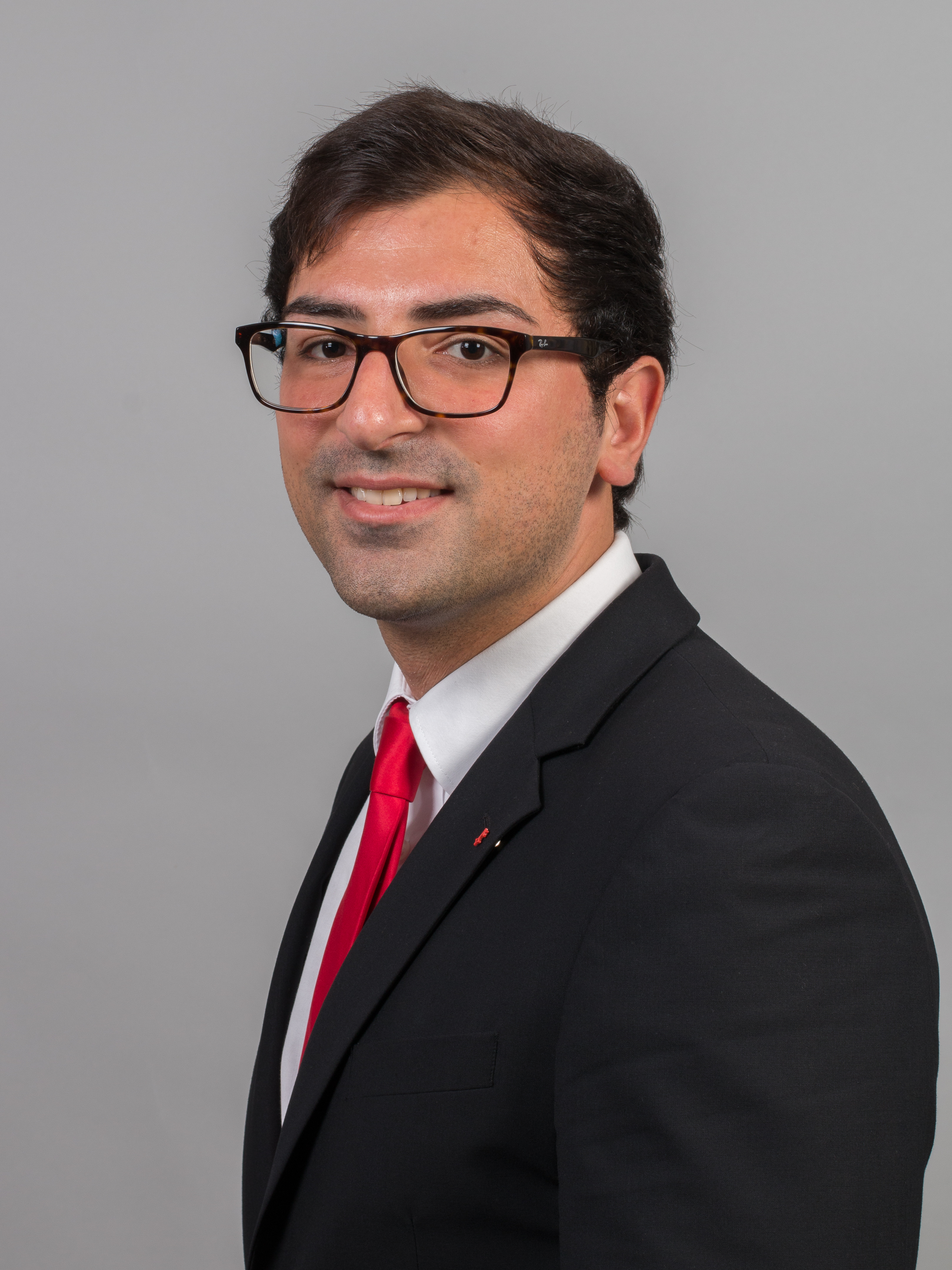
Aydin Gürlevik (2014)

Aydin Gürlevik (* 27. November 1980 in Bremen) ist ein Bremer Politiker (SPD) und Mitglied der Bremischen Bürgerschaft.

## Biografie

### Ausbildung und Beruf
Gürlevik absolvierte sein Abitur am Schulzentrum Rübekamp. An der Universität Bremen schloss er ein Lehramtsstudium in den Fächern Politik-, Sport-, Erziehungs- und Bildungswissenschaften ab.
Dort ist er Doktorand und arbeitet als wissenschaftlicher Mitarbeiter und Dozent im Fachbereich Erziehungs- und Bildungswissenschaften.
Zudem arbeitete er von 2010 bis 2011 als Universitätslektor an der Universität Bremen und war Stipendiat der Friedrich-Ebert-Stiftung.

### Politik
Gürlevik ist seit 1997 Mitglied in der SPD. Von 2008 bis 2009 war er zweiter Vorsitzender der Jusos in Bremen. Er war in seinem SPD-Ortsverein Gröpelingen in verschiedenen Funktionen aktiv, seit 2008 als zweiter Vorsitzender und von 2007 bis 2011 im Beirat des Stadtteils Bremen - Gröpelingen als Sachkundiger Bürger im Bildungs-, Sport- und Kulturausschuss tätig. Von 2010 bis 2012 war er Mitglied des SPD-Landesvorstandes Bremen.
In der 18. Wahlperiode war er Mitglied der Bremischen Bürgerschaft.

Er ist dort vertreten im
Ausschuss für Wissenschaft, Medien, Datenschutz und Informationsfreiheit,
nichtständigen Ausschuss Ausweitung des Wahlrechts,
Betriebsausschüssen Umweltbetrieb Bremen,
Stadtbibliothek Bremen und Bremer Volkshochschule sowie in der
staatlichen und städtischen Deputation für Kultur und der
staatlichen und städtischen Deputation für Bildung.
Von November 2011 bis Dezember 2012 war er Mitglied des parlamentarischen Untersuchungsausschusses Krankenhauskeime; seit Juli 2014 ist er Mitglied des parlamentarischen Untersuchungsausschuss Krankenhausbau.

### Weitere Mitgliedschaften
Gürlevik ist Mitglied der Gewerkschaft Erziehung und Wissenschaft (GEW).

## Veröffentlichungen
- Gürlevik, A./Palentien, C./Heyer, R. (2013): Privatschulen versus staatliche Schulen. Wiesbaden: Springer VS.
- Heyer, R./Palentien, C./Gürlevik, A. (2012): Peers. In: Bauer, U./Bittlingmayer, U./Scherr, A. (Hrsg.): Handbuch Erziehungs- und Bildungssoziologie. Wiesbaden: VS Verlag für Sozialwissenschaften.
- Wachs, S./Palentien, C./Heyer, R./Gürlevik, A. (2010): Über die veränderten Lebensbedingungen Jugendlicher im 21. Jahrhundert. In: Susanne Benzler: Loccumer Protokolle. Evangelische Akademie Loccum.